# Mathématiques congolaises
Mathématiques congolaises est un roman de l'écrivain congolais In Koli Jean Bofane paru en 2008 aux éditions Actes Sud,. L'œuvre remporte le Prix Jean-Muno en 2008, ainsi que le Grand Prix littéraire d'Afrique noire et le Prix littéraire de la SCAM en 2009,.